# Autoroute A81
L’autoroute A 81 è un'autostrada francese che si dirama dall'A11 a La Chapelle-Saint-Aubin, presso Le Mans, e, dopo aver servito Laval, termina a La Gravelle, dove viene proseguita dalla N157 senza soluzione di continuità.